# Корбусен
Корбусен (нім. Korbußen) — громада в Німеччині, розташована в землі Тюрингія. Входить до складу району Грайц. Складова частина об'єднання громад Ам-Браметаль.
Площа — 7,22 км2. Населення становить 439 ос. (станом на 31 грудня 2021).

## Галерея

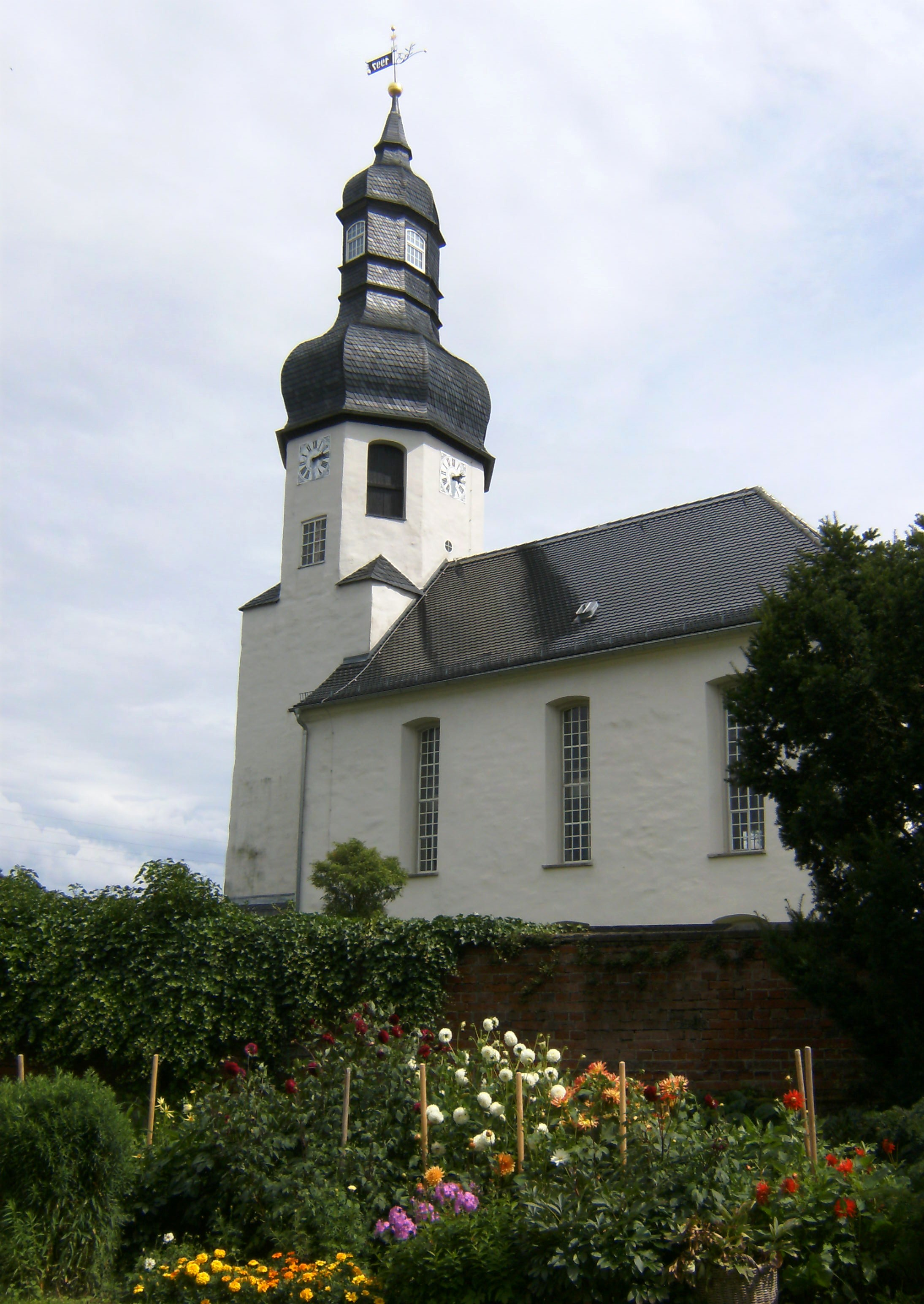